# Big Brain Academy
Big Brain Academy ist eine Videospielreihe des japanischen Konsolenherstellers Nintendo. Der erste Titel der Serie erschien 2005 für Nintendo DS, es folgten Spiele für Wii und Nintendo Switch.

## Spiele

### Big Brain Academy
Ihren Ursprung nahm die Serie 2005 mit der Veröffentlichung von Big Brain Academy für Nintendo DS. Zunächst am 30. Juni nur in Japan erschienen, erreichte das Spiel im Sommer 2006 auch Europa und Nordamerika.

### Big Brain Academy für Wii
Zwei Jahre nach Erscheinen des Originalspiels erschien am 26. April 2007 ein Ableger für Nintendos Heimkonsole Wii in Japan. In den USA am 11. Juni 2007 als Big Brain Academy: Wii Degree erschienen, wurde es in der PAL-Region als Big Brain Academy for Wii bzw. auf Deutsch als Big Brain Academy für Wii veröffentlicht.

### Big Brain Academy: Kopf an Kopf
Eine Neuauflage erschien 2021 nach über 14 Jahren mit Big Brain Academy: Kopf an Kopf, international Brain vs. Brain, für Nintendo Switch. Diese Version hebt die Mehrspielerfunktionen hervor, mit denen sich Spieler mit Freunden und anderen Spielern weltweit messen können. Über den Nintendo eShop der Konsole ist eine kostenlos spielbare Demoversion verfügbar.

## Rezeption
| Spiel                           | Metacritic |
| ------------------------------- | ---------- |
| Big Brain Academy               | 74/100     |
| Big Brain Academy für Wii       | 68/100     |
| Big Brain Academy: Kopf an Kopf | 73/100     |

Alle Titel erhielten laut Wertungsaggregator Metacritic „gemischte oder durchschnittliche Wertungen“ der Spielepresse.
Big Brain Academy: Kopf an Kopf war ein Verkaufserfolg in Europa. Digitale Distributionswege ausgenommen, hat es sich häufiger verkauft, als die ebenfalls erfolgreichen Titel GTA: The Trilogy und Forza Horizon 5. Bis zum 31. März 2022 verkaufte sich der Titel weltweit etwa 1,59 Millionen Mal, davon 45.000 Mal in Japan.